# Unendliche Gruppe
Eine unendliche Gruppe tritt in der mathematischen Disziplin der Gruppentheorie auf.
Unendliche Gruppen sind solche Gruppen, deren Trägermenge eine unendliche Anzahl von Elementen enthält. Hat die Trägermenge lediglich endlich viele Elemente, so spricht man von einer endlichen Gruppe.

## Beispiele
- Die reellen Zahlen {\displaystyle (\mathbb {R} ,+)} mit der Addition
- Lie-Gruppen
- Die allgemeine lineare Gruppe über unendlichen Körpern